# Gonomyia (Gonomyia) bidentata
Gonomyia (Gonomyia) bidentata is een tweevleugelige uit de familie steltmuggen (Limoniidae). De soort komt voor in het Nearctisch gebied.
De wetenschappelijke naam voor de soort werd voor het eerst gepubliceerd in 1922 door Charles Paul Alexander.